# Proacrias thysanoides
Proacrias thysanoides är en stekelart som först beskrevs av De Santis 1972.  Proacrias thysanoides ingår i släktet Proacrias och familjen finglanssteklar. Inga underarter finns listade i Catalogue of Life.